# چاکرباغ (بایبورد)
چاکرباغ {{ترکی|Çakırbağ) (به کردی: Abûste) (به ارمنی: Աբուստա) یک منطقهٔ مسکونی در ترکیه است که در بایبورد واقع شده‌است. چاکرباغ ۱۶۸ نفر جمعیت دارد.